# Henry Saxe
Henry Saxe es un escultor canadiense, nacido el 24 de septiembre de 1937 en Montreal.

## Datos biográficos
Nacido en Montreal, Quebec, asistió a la Escuela de Bellas Artes de Montreal (del francés: École des Beaux-Arts de Montréal).
En 1965 resultó ganador de la sección de escultura de los Concuross artísticos de la provincia de Quebec.
En 1978 representó a su país en la Bienal de Venecia, junto a Ron Martin.
En 1988, fue nombrado Oficial de la Orden de Canadá por "sus propios trabajos no convencionales" que han "dejado una huella indeleble en la escultura de Canadá".· En 1994, obtuvo de manos de la Gobernación de Quebec el Premio Paul-Émile-Borduas.